# Iryna Andriyivna Tymchenko
Iryna Andriyivna Tymchenko o Irina Andreevna Timchenko (translitera del cirílico ucraniano ЛІрина Андріївна Тимченко o Ірина Андріївна Тимченко (1966, 5 de julio de 1966 (58 años) es una botánica, geobotánica, profesora, curadora, y taxónoma ucraniana.
Desarrollará actividades académicas y científicas en el "Instituto de Ecología Evolutiva", de la Academia Nacional de Ciencias de Ucrania, Kiev.
Es autora en la identificación y nombramiento de nuevas especies para la ciencia, a abril de 2016, posee un registro de especies nuevas para la ciencia, especialmente de la familia de las orquidáceas, y con énfasis del género Anacamptis, publicándolo habitualmente en Ukrayins'k. Bot. Zhurn.

## Algunas publicaciones

### Libros
- Iryna andriyivna Tymchenko. 96Tcenopopuljatcij tribu Estructura especies neottieae Lindl. (Orchidaceae Juss) Flora de Ucrania y la tendencia de cambio en las condiciones sinantropіzatsії (La estructura de las especies de la tribu tcenopopuljatcij neottieae Lindl. (Orchidaceae Juss) Flora de Ucrania y la tendencia de cambio en las condiciones sinantrópіcs). Tesis doctoral. 244 p.